# Anonyx bispinosus
Anonyx bispinosus är en kräftdjursart som beskrevs av Edward Strieby Steele 1967. Anonyx bispinosus ingår i släktet Anonyx och familjen Uristidae. Inga underarter finns listade i Catalogue of Life.